# Jean Gerson
Jean Gerson o Jean Charlier Gerson (Rethel, 14 de desembre de 1363 -Lió, 12 de juliol de 1429), va ser un teòleg i filòsof francès.

## Biografia
L'anomenat Doctor christianissimus va estudiar al col·legi de Navarra a París i es va doctorar en teologia el 1393. Ja ben conegut i apreciat, va succeir el 1395 en el càrrec de canceller de la universitat de París a Pierre d'Ailly, mostrant una energia particular Després de l'assassinat del duc d'Orleans el 1408, va acusar el duc de Borgonya, autor de l'atemptat, i va fer condemnar Jean Petit, el seu defensor. La seva fermesa es va manifestar també en relació amb l'Església: tot i que era intransigent amb les doctrines considerades herètiques, com va fer en el Concili de Pisa i en el de Constança (1414-18), en el qual comaté J. Wyclif i va contribuir a la condemna a mort de Jan Hus i de Jeroni de Praga, va sostenir amb força els drets a l'autonomia de l'església gal·licana, va combatre tota relaxació dels costums eclesiàstics, va reivindicar la superioritat del poder del concili dels bisbes respecte al del Papa i es va obstinar a posar fi al Cisma d'Occident.
La seva crítica es dirigí també contra autors tan diversos com Joan de Ruisbroek, el joaquimita Ubertino da Casale i Ramon Llull, el qual combaté, especialment en l'opuscle De examinatione Lullii (1423). Influït pel nominalisme, en la seva obra cabdal, De mystica theologia (1408), tendí a anteposar la mística a la teologia especulativa escolàstica. Els seus nombrosos tractats espirituals, on es destaquen els aspectes mariològic, eucarístic i penitencial, tingueren una influència considerable sobre els autors de la Devotio Moderna.
Després del concili de Constança no va poder tornar a França, a causa dels desordres que s'hi produïren, i es va retirar a Baviera. Durant aquest exili, va compondre les Consolacions de la teologia, obra en quatre llibres. Dos anys després va poder tornar a França però no va prendre part en cap assumpte públic i es va retirar al convent lionès dels Celestins, escrivint i ensenyant.

## Teologia
Com a teòleg, va intentar elaborar una teologia mística que s'oposava a la teologia escolàstica. És un personatge de transició entre l'Edat Mitjana i el Renaixement, va cercar un acord entre formalistes i terministes, retragué a Joan Duns Escot i a Juan de Ripa que multipliquessin les essències i introduïssin en la noció de Déu, formes metafísiques i raons ideals, de tal manera que el Déu resultant és una construcció intel·lectual arbitrària. Va rebutjar també la identificació platònica de Déu amb el bé o amb una naturalesa neoplatònicament necessària, reivindicant la primacia de la voluntat i de la llibertat divina, essencial, al seu parer, en el cristianisme, ja que aquesta primacia de la voluntat divina anul·la qualsevol certesa demostrativa amb relació a Déu.
La seva teologia és al mateix temps negativa i mística : segueix Sant Agustí i al Pseudo Dionís, Bernat de Claravall i Ricard de Sant Víctor; aquesta teologia és un estudi sistemàtic de les experiències contemplatives que ell anomena Scientia experimentalis.

## Obres

Opera omnia, 1706

Crítics com Roberto Bellarmino, Jean Mabillon, Jean-Baptiste-Modeste Gence li atribueixen la Imitació de Crist. La seva Consolation, escrita en francès, ofereix en efecte una gran analogia, segons el Diccionari Bouillet, amb aquest escrit cèlebre.
- Cinquante-Cinq Sermons et Discours en francès. 1389-1413.
- Seize Sermons prêchés devant la Cour. 1389-1397.
- La Montagne de contemplation. 1397.
- De restitutione obedientiae. 1400.
- Trente Sermons prêchés a Paroisse. 1401-1404.
- Contra vanam curiositatem in negotio fidei. 1402.
- Neuf Discours ou Sermons de doctrine. 1404-1413.
- Vivax Rex, Veniat Pax. 1413.
- Consolatio theologiae. 1414-1419.
- De auferibilitate papae ab Ecclesia. 1417.
- Opera omnia.1987.

1. Opera dogmàtica de religione et fide. ISBN 3-487-07771-X
2. Quae ad ecclesiasticam et disciplinam pertinent. ISBN 3-487-07772-8
3. Opera moralia. ISBN 3-487-07773-6
4. Exegètica et miscellane. ISBN 3-487-07774-4
5. Monumenta omnia quae spectant ad condemnationem. ISBN 3-487-07775-2

Tractats pòstums, publicats e 1492: La mendicité spirituelle, Le Triparti, Le Dialogue Spirituel, la Médecine de l'âme, Examen de conscience et la confession, Art de bien vivre et de bien mourir, ABC des gens simples, Parlement secret de l'homme contemplatif à són âme, Vision.